# Гарден Сити (Колорадо)
Гарден Сити (енгл. Garden City) град је у америчкој савезној држави Колорадо.

## Демографија
По попису из 2010. године број становника је 234, што је 123 (-34,5%) становника мање него 2000. године.
| Група             | 2000.       | 2010.       |
| Белци             | 104 (29,1%) | 73 (31,2%)  |
| Афроамериканци    | 0 (0,0%)    | 0 (0,0%)    |
| Азијати           | 6 (1,7%)    | 1 (0,4%)    |
| Хиспаноамериканци | 244 (68,3%) | 155 (66,2%) |
| Укупно            | 357         | 234         |